# Liste der öffentlichen Brunnen und Waschplätze in Pernes-les-Fontaines
In der französischen Gemeinde Pernes-les-Fontaines befinden sich 40 öffentliche  Brunnen und Waschplätze, acht der Brunnen sind als Monument historique eingetragen. 

## Geschichte
Wie in vielen Dörfern der Provence waren Brunnen ein wesentlicher Bestandteil des Lebens in Pernes. Die Entdeckung der St.-Roch-Quelle im 18. Jahrhundert ermöglichte es, Wasser in jedes Viertel der Stadt zu befördern und so die Bevölkerung vor Dürre zu schützen. Um dieses Ereignis zu feiern, ließ die Gemeinde vier monumentale Brunnen errichten: die Fontaine du Cormoran, die Fontaine du Gigot, die Fontaine Reboul und die Fontaine de l’Hôpital. Heute gibt es nicht weniger als 40 öffentliche Brunnen und etwa hundert private Brunnen, die sich in zahlreichen Gärten und Innenhöfen der Villen und anderer Privathäuser verstecken. 1936 wurde Pernes aufgrund seiner zahlreichen Brunnen in Pernes-les-Fontaines umbenannt.

## Liste
| Nr. | Name                                        | Beschreibung | Standort                                                                     | Schutzstatus                    | Bild                                                       |
| --- | ------------------------------------------- | --- | ---------------------------------------------------------------------------- | ------------------------------- | ---------------------------------------------------------- |
| 1   | Fontaine de Villeneuve                      | Achteckiger Brunnen mit moosüberwachsenen Stein. | Vor der Porte Villeneuve Avenue Jean Jaurés / Rue de Gambetta (Lage)         |                                 | Moosbrunnen vor der Porte Villeneuve                       |
| 2   | Font dou Lavadou                            | Ovales Becken und Maskaron als Wasserspeier. | Avenue Jean Jaurés / Avenue Saint-Martin (Lage)                              |                                 | Font dou Lavadou                                           |
| 3   | Fontaine de la Porte Aiguière               | Kleiner, schlichter Wandbrunnen mit halbrundem Becken, ein Pinienzapfen als Verzierung. | Kleiner Park über dem Canal de Carpentras Avenue Saint-Martin (Lage)         |                                 | Bild gesucht BW                                            |
| 4   | Fontaine de Saint Pierre                    | Breites halbrundes Becken ohne Ornamente. | Rue Saint-Pierre / Impasse Saint-Pierre (Lage)                               |                                 | Bild gesucht BW                                            |
| 5   | Fontaine de l’Hôpital                       | Auch Fontaine de l’Asne genannt. 1760 vom Bildhauer Roure geschaffen. Steht vor dem Krankenhaus, das vorher das Hôtel des seigneurs de Crillon war. Freistehender, achteckiger Brunnen, das Wasser fließt aus vier Maskaronen, die von einem Pinienzapfen gekrönt werden. Wurde umfassend restauriert. An selber Stelle existierte bereits zu Beginn des 17. Jahrhunderts ein Brunnen. | Gegenüber der Residence de Crillon Rue de la République / Rue Barreau (Lage) | MH inscrit seit 1928 PA00082116 | Fontaine de l’Hôpital                                      |
| 6   | Fontaine du Portail Neuf                    | 1775 erbaut. Das achteckige Becken ist mit vier kleinen mit Maskaronen verzierten Brunnen geschmückt, die sich an vier gegenüberliegenden Seiten befinden. In der Mitte sprudelt ein kleiner Wasserstrahl aus einem kleinen Steinbecken. | Place du Portail Neuf (Lage)                                                 | MH inscrit seit 1928 PA00082119 | Fontaine du Portail Neuf                                   |
| 7   | Fontaine des Augustins                      | 1781 erbaut. Auch Fontaine des Dauphins (Delphinbrunnen) genannt, da das Wasser aus den Mäulern zweier Delphine fließt. Die gewölbte Bekrönung trägt das Wappen der Stadt. | Place Louis Giraud (Lage)                                                    | MH inscrit seit 1928 PA00082114 | Fontaine des Augustins                                     |
| 8   | Fontaine des Pènitents Noirs                | Wurde im 19. Jahrhundert an der Stelle einer sehr alten Kapelle errichtet. Der Abfluss des Beckens speist einen kleinen Waschplatz. | Rue des Pénitents Noirs / Rue Esprit Blanchard (Lage)                        |                                 | Bild gesucht BW                                            |
| 9   | Fontaine de la Rue de la République         | Wandbrunnen mit rundem Becken, das Wasser fließt aus einem blumenförmigen Maskaron. | Rue de la République / Rue Calusse (Lage)                                    |                                 | Bild gesucht BW                                            |
| 10  | Fontaine du Gigot                           | Wurde 1757 in derselben Werkstatt wie die Fontaine du Cormoran gebaut und wird auch als Fontaine de Guilhaumin bezeichnet. Achteckiger Brunnen, das Wasser fließt aus vier Satyr-ähnlichen Köpfen mit großen Ohren, dazwischen kleinere Köpfe. Die Keulenform der oberen Skulptur gab dem Brunnen seinen Namen. | Vor der Tour Ferrande Rue Victor Hugo / Rue Barbes (Lage)                    | MH inscrit seit 1928 PA00082115 | Fontaine du Gigot                                          |
| 11  | Fontaine de la Rue des Prieurs              | Wandbrunnen mit halbrundem Becken, daneben ein größeres rechteckiges Becken, das als Waschplatz diente. | Rue des Prieurs (Lage)                                                       |                                 | Bild gesucht BW                                            |
| 12  | Fontaine dou Caire de Roubino               | Brunnen mit rechteckigem Becken, Wasser fließt aus kleiner Skulptur mit zwei Blättern | Rue de la Tour Sarlati (Lage)                                                |                                 | Bild gesucht BW                                            |
| 13  | Fontaine du Quai de Verdun                  | Sitzt auf der kleinen niedrigen Mauer, die den Kai begrenzt. Das Wasser fließt aus großem Löwenkopf in flache Schale. | Zwischen Parkplatz und Nesque Quai de Verdun / Rue de la République (Lage)   |                                 | Bild gesucht BW                                            |
| 14  | Fontaine de la Rue Victor Hugo              | Wasser fließt aus bärtigen Männerkopf in rundes Becken. Auf der Rückseite ein Waschplatz. | Rue Victor Hugo (Lage)                                                       |                                 | Bild gesucht BW                                            |
| 15  | Fontaine de la Place de Brancas             | Wandbrunnen mit rundem Becken, Wasser fließt aus bärtigen Männerkopf. | Rue de Brancas / Place de Brancas (Lage)                                     |                                 | Bild gesucht BW                                            |
| 16  | Fontaine de la Rue de Brancas               | Wandbrunnen mit ovalem Becken, Bekrönung ist mit Vase oder Kelch verziert. | Rue de Brancas (Lage)                                                        |                                 | Bild gesucht BW                                            |
| 17  | Fontaine de la Place de la Mairie           | Wandbrunnen mit ovalem Becken auf einem Sockel und einer Nische in der Wand, Wasser fließt aus großem Maskaron in Form eines bärtigen Mannes. | Place de la Mairie (Lage)                                                    |                                 | Bild gesucht BW                                            |
| 18  | Fontaine du Petit Jardin                    | Verstärktes, rechteckiges Steinbecken, Wasser fließt aus kleinem fantasievollen Bronzemaskaron. Die Wand trägt eine kleine Säule, an deren Basis befindet sich eine stilisierte sechsblättrige Rose, die ein Mariensymbol ist. | Kleiner Garten zwischen Place de la Mairie und Place A. Briand (Lage)        |                                 | Bild gesucht BW                                            |
| 19  | Fontaine du Jardin de la Mairie             | Auch Fontaine de l’Ange oder Fontaine de l’Hôtel de Ville genannt. Befindet sich im Garten des ehemaligen Hôtel de Brancas, das heute das Rathaus ist. Der Brunnen wurde 1750 errichtet und ersetzte einen Wasserstrahl, der früher in einem Barockgarten plätscherte. Er besteht aus einem monumentalen Portikus mit einer Nische, in der ein auf einem Delphin reitetender Engel thront. Der Ziergiebel trägt das Stadtwappen mit einer strahlenden Sonne, darunter das Stadtmotto Dei gratia inter alia lucet („durch Gottes Gnade leuchtet sie über allem“). Das Wasser fließt aus einem bärtigen Maskaron in ein hübsches muschelförmiges Becken. | Garten neben Mairie (Lage)                                                   | MH inscrit seit 1928 PA00082117 | Brunnen im Garten der Mairie                               |
| 20  | Lavoir Saint Gilles                         | Letztes großes Waschhaus der Stadt. | Rue de Lices / Avenue du Barriot (Lage)                                      |                                 | Lavoir Saint Gilles                                        |
| 21  | Fontaine de la Lune                         | Kugelförmiger Wandbrunnen, aus dem zwei Wasserstrahlen fließen, darüber eine kleine Kugel in der Wand, die den Mond symbolisiert. | Vor dem Point Info Jeunesse Avenue Font de Luna (Lage)                       |                                 | Bild gesucht BW                                            |
| 22  | Fontaine de la Rue Raspail                  | Wasser fließt aus Frauenkopf in einfaches Becken. | Vor dem Hôtel de Jocas Rue Raspail / Rue des Valentins (Lage)                |                                 | Brunnen vor dem Hôtel de Jocas                             |
| 23  | Fontaine du Planet de Guidan                | Wasser fließt aus blumenförmigen Maskaron in halbrundes Becken und wird von dort in ein großes rechteckiges Waschbecken abgeleitet. | Rue Planet de Guidan (Lage)                                                  |                                 | Fontaine du Planet de Guidan                               |
| 24  | Fontaine Reboul                             | Auch Grand’Font genannt, wahrscheinlich der älteste Brunnen, da es Spuren von Reparaturen aus dem Jahr 1475 gibt. 1694 wurde er einer wichtigen Restaurierung unterzogen. Das Wasser sprudelt in ein achteckiges Becken aus vier tierköpfigen Maskaronen, die eine kannelierte runde Schale aus Stein auf einer achteckigen Säule schmücken. Die Schale wird von einer Kuppel bedeckt, die mit Fischschuppen verziert ist. Als Bekrönung ein Sockel, der eine mit Blumen gefüllte Vase trägt. | Place Reboul (Lage)                                                          | MH inscrit seit 1928 PA00082120 | Fontaine Reboul                                            |
| 25  | Fontaine de la Rue des Istres               | Mit zwei Flügeln umrahmter Engelskopf als Maskaron, der sich in einer runden Wandnische befindet. Hohes, kelchförmiges Becken. | Rue des Istres (Lage)                                                        |                                 | Bild gesucht BW                                            |
| 26  | Fontaine du Cormoran                        | Auch Fontaine du Pélican genannt. 1761 errichtet, das Datum ist auf der Säule eingraviert, ersetzte zwei Brunnen aus dem frühen 17. Jahrhundert. Der mittlere Teil ist mit einer Sonne, dem Wappenzeichen der Stadt verziert, auf zwei Seiten die Devise von Pernes Dei gratia inter alia lucet („durch die Gnade Gottes leuchtet sie unter allen“). Seinen Namen erhielt der Brunnen von dem Kormoran, der ihn krönt. Er ruht auf einer Kugel mit ausgebreiteten Flügeln und einem Fisch im Schnabel und symbolisiert die Stadt. Das Wasser sprudelt aus vier schönen Maskaronen, die in Verbindung zur Legende von König Midas stehen sollen.        | Neben der Porte Notre-Dame Place du Cormoran (Lage)                          | MH classé seit 1911 PA00082118  | Fontaine du Cormoran                                       |
| 27  | Lavoir du Cormoran                          | Am Wall neben der Porte Notre-Dame befindet sich ein großer Waschplatz, der aus einem langen rechteckigen Becken besteht. | Hinter der Fontaine du cormoran Place du Cormoran (Lage)                     |                                 | Fontaine du Cormoran und Lavoir neben der Porte Notre-Dame |
| 28  | Fontaine de la Place Fléchier               | Einfaches ovales Becken, Maskaron mit bärtigem Kopf, der einem Faun mit spitzen Ohren ähnelt. | Place Fléchier (Lage)                                                        |                                 | Bild gesucht BW                                            |
| 29  | Fontaine du Cours de la République          | Ackteckiger Brunnen, in der Mitte Säule mit zwei übereinanderliegenden Schalen, an gegenüberliegenden Seiten zwei kleinere Brunnen, bei denen Wasser aus Maskaronen mit gekrönten Löwenköpfen fließt. | Rue de la Condamine / Cours de la République (Lage)                          |                                 | Fontaine du Cours de la République                         |
| 30  | Fontaine de la Rue des Tourelles            | Einfacher Brunnen in Häuserecke, Wasser fließt aus breiter viereckiger Säule | Rue des Tourelles (Lage)                                                     |                                 | Bild gesucht BW                                            |
| 31  | Fontaine du Jardin Dominique Corti          | Freistehender Brunnen auf Rasen, ovales Becken, Maskaron mit menschlichem Kopf. | Gegenüber vom Jardin Dominique Corti Place Dominique Corti (Lage)            |                                 | Bild gesucht BW                                            |
| 32  | Fontaine du Cours Frizet                    | Wasser fließt aus säulenumrahmter Wandnische mit Muscheldekor in rundes Becken. | Allée des Jardins / Cours Frizet (Lage)                                      |                                 | Bild gesucht BW                                            |
| 33  | Fontaine du Monument Giraud                 | Teil des Denkmals von Louis Giraud, der den Canal de Carpentras gebaut hat. Im Hintergrund sieht man links eine provenzalische Bäuerin, in der Mitte ein Aquädukt vor dem Mont Ventoux und rechts die Statue aus Stein von Louis Giraud, die ursprünglich aus Bronze bestand, bevor sie nach dem Zweiten Weltkrieg neu aufgestellt wurde. Am Fuße der Statue hält eine Figur, die den Fluss repräsentiert, einen Krug, durch den das Wasser in das darunterliegende Becken floss, bevor die Öffnung durch einen Propfen aus Kalkkonkretionen verstopft wurde.                                                                                          | Chemin de la Giraude / Avenue de la Perle du Comtat (Lage)                   | MH inscrit seit 2009 PA84000053 | Fontaine du Monument Giraud                                |
| 34  | Lavoir des Coudoulets                       | | Chemin des Coudoulets (Lage)                                                 |                                 | Bild gesucht BW                                            |
| 35  | Fontaine de l’Avenue Paul de Vivie          | | Avenue Paul de Vivie / Rue des Récollets (Lage)                              |                                 | Bild gesucht BW                                            |
| 36  | Fontaine du Clos de Verdun                  | Rundes Becken. | Im Park Clos Verdun (Lage)                                                   |                                 | Bild gesucht BW                                            |
| 37  | Fontaine de la Place des Comtes de Toulouse | Rechteckiges Becken mit abgeschrägten Ecken, beschädigter Maskaron mit menschlichem Kopf. | Place des Comtes de Toulouse (Lage)                                          |                                 | Bild gesucht BW                                            |
| 38  | Fontaine de la Prato                        | | ungefähr 4 km vom Stadtzentrum entfernt                                      |                                 | Bild gesucht                                               |
| 39  | Fontaine du Couchadou                       | | Avenue Saint-Martin (Lage)                                                   |                                 | Bild gesucht BW                                            |
| 40  | Fontaine du Bourg Merdeux                   | Rechteckiges Becken, breiter Pfeiler mit profiliertem Kapitell. In der Mitte eines Quadrates mit nach innen gewölbten Ecken fließt das Wasser aus einem Auslauf, der von zwei einander zugewandten Bronzeprofilen überragt wird. | Vor dem Spielplatz zwischen Rue Fléchier und Place de la Juiverie (Lage)     |                                 | Bild gesucht BW                                            |